# Philippe Garon
Pour les articles homonymes, voir Garon.
Philippe Garon est né en 1974 à Sainte-Anne-des-Monts. Il est un artiste multidisciplinaire ou « un généraliste des arts littéraires ». Il explore notamment le conte, la poésie, le récit, le théâtre, l’essai et la chanson.

## Biographie
En 2004, Philippe Garon a publié son premier livre intitulé Salut, mon frère ! chez les éditions Vents d'Ouest. En 2011, il publie son deuxième livre Ton dictionnaire du bout de la terre aux Éditions Perce-Neige qui comprend des photographies Frédérick DeRoy et une trame sonore de Guillaume Arsenault.
La troupe Trace Théâtre a présenté sa pièce Jeanne en crépuscule en 2013.
Il s'est également beaucoup impliqué auprès des jeunes. En effet, en tant que membre du répertoire Culture-éducation, il rencontre chaque année plusieurs centaines de jeunes dans le cadre d'ateliers en milieu scolaire. Dans le cadre de ces ateliers, il propose aux jeunes de s'amuser tout en écrivant. À la fin, il demande aux étudiants de partager leur création avec le reste de la classe. D'ailleurs, en 2017, dans le cadre du programme « Une école accueille un artiste », il crée un spectacle de poésie « Quelqu'un peut se taire » avec des élèves de l'école primaire François-Thibault de Bonaventure.
Son projet intitulé multidisciplinaire CR!ONS comprend un recueil de poésie, un album de chansons ainsi qu'un spectacle mis en scène par le chanteur Michel Faubert.« Après une résidence d'écriture, Garon se rend compte qu'il a couché sur papier plusieurs chansons ne demandant qu'à vivre. L'auteur s'entoure d'un groupe d'amis afin de mettre ses textes en musique. » En 2016, le livre issu de ce projet lui a valu le Prix du Conseil des Arts et des Lettres du Québec (CALQ) pour l'œuvre de l'année en Gaspésie.
Avec David Bourgages, il a codirigé l'essai collectif intitulé Sécession : Et si la Gaspésie devenait un pays libre ?.
Philippe Garon est membre de l'Union des écrivaines et des écrivains québécois (UNEQ).

## Œuvre

### Romans et récits
- Salut, mon frère !, Gatineau, Éditions Vents d'Ouest, coll. « Passages », 2004, 132 p.  (ISBN 2895370869)
- Ton dictionnaire du bout de la terre, Moncton, Éditions Perce-Neige, 2011, 240 p.  (ISBN 9782922992960)
- Cours, Ben, Cours ! : à toi de choisir!, Moncton, Bouton d'or Acadie, 2020, 281 p.  (ISBN 9782897501792)
- Faire dur et autres histoires de rédemption, Moncton, Éditions Perce-Neige, 2025, 160 p.  (ISBN 9782896914814)

### Poésie et chansons
- CR!ONS, Moncton, Éditions Perce-Neige, 2015, 102 p.  (ISBN 9782896911387)

### Essais
- Sécession : Et si la Gaspésie devenait un pays libre?, Gaspé, Éditions 3 sista, 2015, 143 p.  (ISBN 9782981437747)

## Prix et honneurs
- 2016 : Prix du CALQ - Œuvre de l'année en Gaspésie (pour CR!ONS)[1]
- 2016 : Finaliste du Prix du récit Radio-Canada (pour La fille qui veut marcher sur la lune)[5]
- 2018 : Nommé au Prix Éloizes dans la catégorie « Artistes de l'Acadie du Québec »[6]